# La Aguada (Catamarca)
La Aguada es una localidad de la provincia argentina de Catamarca, dentro del departamento Andalgalá. Constituye una comuna del municipio de Andalgalá.

## Población
Cuenta con 378 habitantes (Indec, 2010), lo que representa un descenso del 14% frente a los 440 habitantes (Indec, 2001) del censo anterior.
| Gráfica de evolución demográfica de La Aguada entre 1991 y 2010 |
|                                                                 |
| Fuente: Censos nacionales del INDEC                             |